# Hongo cifeloide

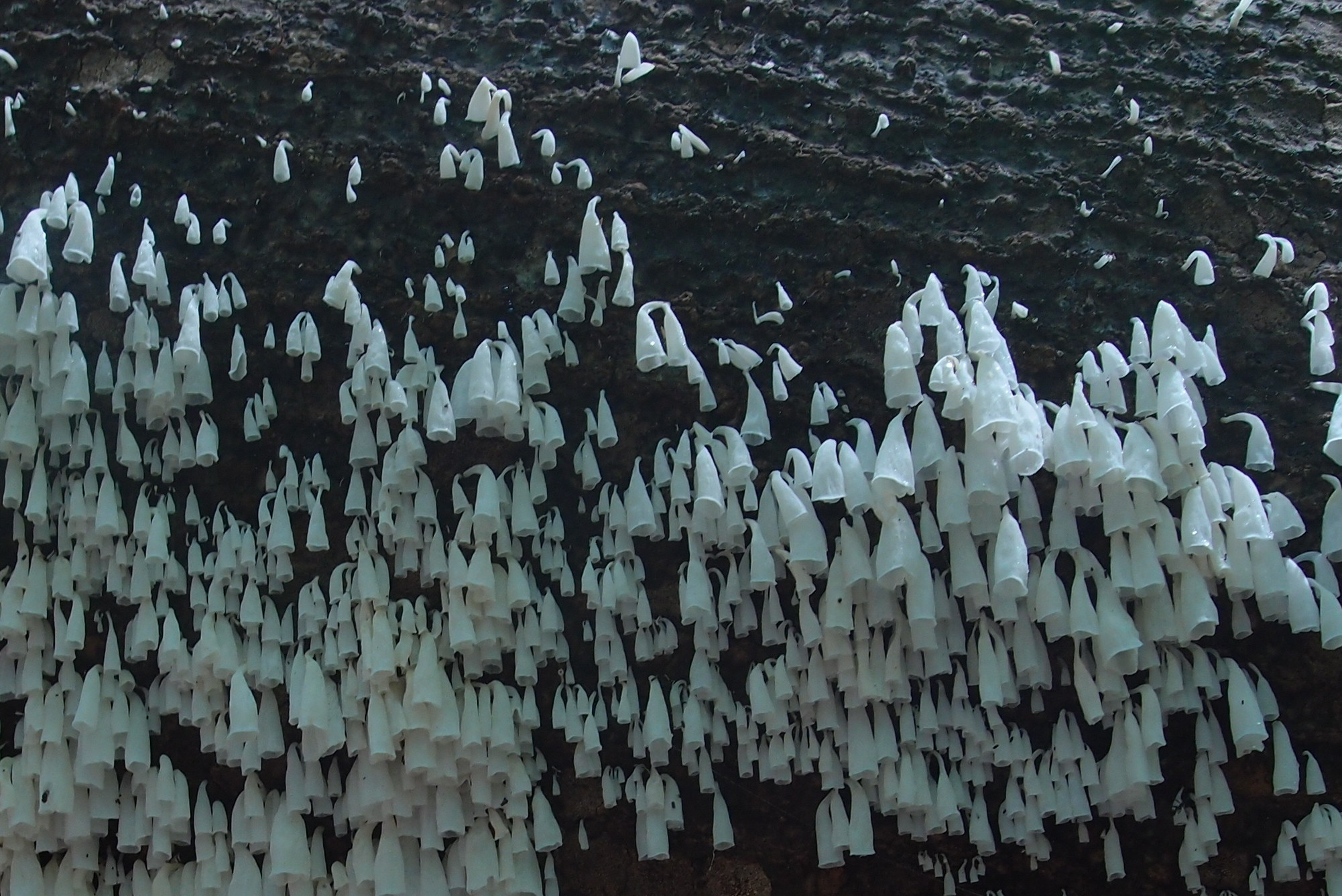
Hongo cifeloide Calyptella longipes, Australia

Los hongos cifeliodes son un grupo de hongos en Basidiomycota cuyos cuerpos fructíferos tienen forma de disco, tubo o copa, que se asemejan a especies de discomicetos (u "hongos copa") en Ascomycota. Originalmente fueron definidos como conformando el género  Cyphella  y posteriormente una familia Cyphellaceae, pero ahora se sabe que son mucho más diversos y se extienden a través de varios géneros y familias diferentes. Dado que a menudo se estudian como un grupo, es conveniente llamarlos por el nombre informal (no taxonómico) de "hongos cifeloides". Los géneros cifeloides más conocidos incluyen Calyptella, con cuerpos fructíferos en forma de copa o campana; Lachnella, con cuerpos fructíferos conspicuos, marginales, con forma de disco; Flagelloscypha con cuerpos fructíferos más pequeños, pero igualmente vellosos, en forma de copa; Henningsomyces con cuerpos fructíferos en forma de tubo; y Merismodes con cuerpos fructíferos agrupados, peludos y en forma de copa.

## Historia
Originalmente el género Cyphella fue descrito por Fries en 1822. Autores posteriores fueron agregando de manera gradual más de 300 especies al género. Sin embargo, a fines del siglo XIX, era claro que Cyphella contenía un conjunto de especies misceláneas; algunas por ejemplo, tenían esporas hialinas, mientras que otras tenían esporas marrones. Por lo tanto se propusieron géneros segregados para ordenar los hongos cifeloides que no estaban relacionadas con el tipo, y este proceso continuo a lo largo del siglo XX. El grupo fue analizado en una monografía de William Bridge Cooke en 1961, con trabajos adicionales de Donk, Reid, and Agerer. Como consecuencia de estas revisiones críticas, solo una especie es todavía aceptada en Cyphella, el tipo Cyphella digitalis.
El secuenciamiento de ADN confirma esta diversidad, indicando que los hongos cifeloides han evolucionado de forma independiente por lo menos ocho veces en Basidiomycota. Los géneros actualmente ubicados en Cyphellaceae (en sentido estricto) son Inocybaceae, Marasmiaceae, Niaceae, y Tricholomataceae. Se ha sugerido que muchos de los hongos cifeloides están relacionados con hongos agáricos con laminillas y que a veces son denominados "agáricos reducidos". Las secuencias de ADN indican que ello es cierto para muchos de los géneros muestreados, casi todos ubicados en el orden Agaricales.